# Homoscleromorpha
Los homoscleromorfos (Homoscleromorpha) son una clase de esponjas (ex phylum Porifera). Se reconocen 117 especies agrupadas en 9 géneros

## Descripción
Las Homoscleromorpha se caracterizan por presentar un esqueleto variable (con o sin espículas de silíce). Presentan lámina basal que delimita las capas internas. Otra característica que diferencia las Homoscleromorpha de otras esponjas es la presencia de un flagelo en los pinacocitos, o células de recubrimiento interno (endopinacocitos) o externo (ectopinacocitos).
Estas esponjas pueden ser masivas o incrustantes, y están frecuentemente asociadas a cavidades oscuras o cuevas submarinas.
Presentan una larva oval del tipo cinctoblástula.

## Taxonomía
Antiguamente se los incluía dentro de las demosponjas como el orden Homosclerophorida. Actualmente son consideradas como una clase aparte, y se reconoce un único orden: Homosclerophorida Dendy, 1905.
Se reconocen las siguientes familias:
- Plakinidae Schulze, 1880
- Oscarellidae Lendenfeld, 1887